# Freizeit Revue
Freizeit Revue je německý ženský týdeník vydávaný v Offenburgu v Německu. V oběhu je od roku 1970.

## Historie a profil
Freizeit Revue byl založen v roce 1970. Časopis je součástí Hubert Burda Media. Burda Senator Verlag GMBH, dceřiná společnost, vydává časopis každý týden ve čtvrtek.
Sídlo Freizeit Revue je v Offenburgu. Přestože časopis čtou i muži, jeho hlavní čtenářskou skupinou jsou ženy nad 40 let. Časopis nabízí rozhovory s celebritami a články mimo jiné o zdraví, cestování a módě. Na počátku 90. let Freizeit Revue spolu s Bunte a Neue Post zveřejnily fotografie princezny Caroline, manželky prince Arnošta Augusta Hannoverského, které byly pořízeny v Paříži, což vedlo k právnímu sporu, který byl pro princeznu neúspěšný.
Během čtvrtého čtvrtletí roku 2000 měl Freizeit Revue náklad 1 060 297 výtisků, čímž se stal třetím nejprodávanějším německým časopisem pro ženy. V roce 2001 to byl šestnáctý celosvětově nejprodávanější ženský časopis s nákladem 1 060 000 výtisků. Jeho průměrný náklad v roce 2003 byl 1 028 000 výtisků. Celkový náklad časopisu byl 1 046 000 výtisků za rok 2006. V roce 2010 měl týdeník náklad 1 011 197 výtisků, což z něj udělalo druhý nejprodávanější ženský týdeník po Bild der Frau v Evropě.